# Jovan Stanković
Jovan Stanković (in serbo Јован Станковић?; Pirot, 4 marzo 1971) è un ex calciatore serbo, di ruolo difensore.

## Carriera

### Club
Debutta da professionista nel 1992 con la Stella Rossa, e dopo poche partite viene ceduto in prestito al Radnički Niš. Rientrato a Belgrado, vince un campionato della RF di Jugoslavia e una Coppa di Jugoslavia. Nel 1995 inizia la stagione sempre con la Stella Rossa, per poi passare in prestito al Radnički Jugopetrol e chiudere la stagione 1995-1996, in Spagna con il Real Mallorca, con cui raggiunge la finale, persa contro il Barcellona, della Coppa del Re 1998, e l'anno seguente, la finale, anche questa persa contro la Lazio, della Coppa delle Coppe 1998-1999.
Nell'estate del 2000 si trasferisce in Francia all'Olympique Marsiglia, e dopo poche partite rientra al Real Mallorca, con cui chiude la stagione 2000-2001 con il terzo posto finale. Passa quindi all'Atlético Madrid dove rimane per due stagioni, prima di tornare nuovamente al Real Mallorca, dove disputa la stagione 2003-2004. Chiude la carriera nella Segunda División spagnola, al Lleida.

### Nazionale
Ha fatto parte della nazionale jugoslava agli Europei del 2000.

## Statistiche

### Cronologia presenze e reti in Nazionale
| Cronologia completa delle presenze e delle reti in nazionale ― Brasile | Cronologia completa delle presenze e delle reti in nazionale ― Brasile | Cronologia completa delle presenze e delle reti in nazionale ― Brasile | Cronologia completa delle presenze e delle reti in nazionale ― Brasile | Cronologia completa delle presenze e delle reti in nazionale ― Brasile | Cronologia completa delle presenze e delle reti in nazionale ― Brasile | Cronologia completa delle presenze e delle reti in nazionale ― Brasile | Cronologia completa delle presenze e delle reti in nazionale ― Brasile |
| Data                                                                   | Città                                                                  | In casa                                                                | Risultato                                                              | Ospiti                                                                 | Competizione                                                           | Reti                                                                   | Note                                                                   |
| ---------------------------------------------------------------------- | ---------------------------------------------------------------------- | ---------------------------------------------------------------------- | ---------------------------------------------------------------------- | ---------------------------------------------------------------------- | ---------------------------------------------------------------------- | ---------------------------------------------------------------------- | ---------------------------------------------------------------------- |
| 23-9-1998                                                              | São Luís                                                               | Brasile                                                                | 1 – 1                                                                  | Jugoslavia                                                             | Amichevole                                                             | -                                                                      | 87’                                                                    |
| 18-11-1998                                                             | Belgrado                                                               | Jugoslavia                                                             | 1 – 0                                                                  | Irlanda                                                                | Qual. Euro 2000                                                        | -                                                                      |                                                                        |
| 23-12-1998                                                             | Tel Aviv                                                               | Israele                                                                | 2 – 0                                                                  | Jugoslavia                                                             | Amichevole                                                             | -                                                                      | 53’                                                                    |
| 10-2-1999                                                              | Ta' Qali                                                               | Malta                                                                  | 0 – 3                                                                  | Jugoslavia                                                             | Qual. Euro 2000                                                        | -                                                                      | 75’                                                                    |
| 18-8-1999                                                              | Belgrado                                                               | Jugoslavia                                                             | 0 – 0                                                                  | Croazia                                                                | Qual. Euro 2000                                                        | -                                                                      |                                                                        |
| 28-3-2000                                                              | Belgrado                                                               | Jugoslavia                                                             | 1 – 0                                                                  | Cina                                                                   | Amichevole                                                             | -                                                                      | 46’                                                                    |
| 25-5-2000                                                              | Pechino                                                                | Cina                                                                   | 0 – 2                                                                  | Jugoslavia                                                             | Amichevole                                                             | -                                                                      | 79’                                                                    |
| 28-5-2000                                                              | Seul                                                                   | Corea del Sud                                                          | 0 – 0                                                                  | Jugoslavia                                                             | Amichevole                                                             | -                                                                      |                                                                        |
| 21-6-2000                                                              | Bruges                                                                 | Spagna                                                                 | 4 – 3                                                                  | Jugoslavia                                                             | Euro 2000 - 1º turno                                                   | -                                                                      | 13’ 45’                                                                |
| 25-6-2000                                                              | Rotterdam                                                              | Paesi Bassi                                                            | 6 – 1                                                                  | Jugoslavia                                                             | Euro 2000 - Quarti di finale                                           | -                                                                      | 56’                                                                    |
| Totale                                                                 |                                                                        | Presenze                                                               | 10                                                                     |                                                                        | Reti                                                                   | 0                                                                      |                                                                        |

## Palmarès

### Competizioni nazionali
- Campionato serbo: 1

Stella Rossa: 1994-1995
- Coppa di Jugoslavia: 1

Stella Rossa: 1994-1995
- Supercoppa di Spagna: 1

Maiorca: 1998